# Pedro Miguel Lamet

Pedro Miguel Lamet Moreno (Cádiz, 13 de marzo de 1941) es un sacerdote jesuita, periodista y escritor español. Ha publicado medio centenar de libros, tanto de poesía como biografías y novelas, especialmente de temática histórica y religiosa.

## Infancia, juventud y orientación
Ingresa en los jesuitas en 1959. Se licencia en Filosofía, Teología y Ciencias de la Información y se diploma en Cinematografía, otra de sus grandes pasiones, que le lleva a ejercer como profesor de Estética y Teoría del Cine en varias Universidades. En este periodo enseña en la Universidad de Valladolid, en Deusto y en la Universidad de Caracas. Desde entonces nunca abandona la crítica cinematográfica. No deja de escribir y colaborar en prensa, radio y televisión, teniendo una actividad muy prolija sobre todo como autor de libros. 
Como poeta pertenece a la llamada "Generación del Posconcilio". «No es posible leer atentamente a Pedro Miguel Lamet [escribe el profesor Antonio Blanch Xiró] sin captar ese intenso deseo de “descubrir el fondo oculto de las cosas” o lo que él siente como “el gran hueco” o el corazón y el alma de la realidad sensible y natural, que palpita serenamente en su simple y sencilla apariencia cotidiana. Actitud que le convierte ciertamente en el gran poeta contemplativo que es: un penetrante descifrador de los enigmas singulares de cada cosa y de cada persona, a los que observa desde sus claros ojos de niño, hasta alcanzar a vislumbrar el resplandor de su ser y de su belleza más propia.» (Del prólogo a El mar de dentro: Antología poética" (1962-2006))

## Trayectoria
- 1966: Publica su primer libro de poemas, "El alegre cansancio"
- 1968: Es nombrado redactor jefe de la revista "Reseña"
- 1970: Imparte "Estética del Cine" en la Universidad de Valladolid.
- 1971: Comienza su actividad como crítico y redactor de la revista Cinestudio
- 1972: Es nombrado redactor-jefe de Razón y Fe
- 1975: Redactor jefe de Vida Nueva,
- 1975: Crea el primer programa informativo de la Cope (dirige "Temas cadentes" y más tarde "Temas en vivo")
- 1976: Colaboración con Poesía Española
- 1977: Colaboración con la Estafeta Literaria
- 1978: Colaboración con Caracola
- 1979: Participa en Cuadernos cinematográficos
- 1979  Trabaja un año en Roma en Radio Vaticano.
- 1980: Empieza a escribir como columnista y como enviado especial en el Diario Pueblo
- 1981: Nombrado director del semanario Vida Nueva
- 1982: Comienza a trabajar en Radio Nacional de España
- 1982: Colaborador de El País
- 1982: Redactor y columnista de Diario 16 hasta su desaparición
- 1998. Director de la revista Avivir
- 2011. Colaborador del diario El Mundo
- 2013. Premio "Drago de oro" del Ateneo de Cádiz.

## Obra

### Poesía
- El alegre cansancio, Agora, Madrid, 1960
- El templo de la sorpresa, Arbolé, Madrid, 1969
- Del mar y el peregrino, Azur, Madrid, 1972
- Los cuadernos del nómada, Sala, Madrid, 1976
- Volver a andar la calle, El toro de granito, Ávila, 1982
- Génesis de la ternura, Adonais, Madrid, 1986
- Las palabras pequeñas, Verbo Divino, Madrid, 1992
- Como el mar a la mar, Comismar, Madrid, 1995.
- El mar de dentro: Antología poética (1962-2006), Sal Terrae, Madrid, 2006.
- La luz recién nacida": Cancionero de Adviento y Navidad, (Ilustrado con 50 reproducciones de obra pictórica), Mensajero, Bilbao, 2016.

### Ensayo
- Lecciones de cine, Mensajero, Bilbao, 1969.
- El Dios sin Dios de la poesía contemporánea, Bilbao, Mensajero, 1970.
- El Verbo se hizo imagen, Madrid, 1982.
- La luz de la mirada, PPC, Madrid, 1987.
- La rebelión de los teólogos, Plaza y Janés, Madrid, 1991.
- La seducción de Dios, Temas de hoy, Madrid, 1991.
- Cartas a Márian (...y a la generación del 2000), Espasa , 1997.
- Desde mi ventana, (Pensamientos de autoliberación), col. Serenidipity, Desclée de Brower, Bilbao, 2002.
- Fotos con alma (Imágenes para despertar), ed. Mensajero, Bilbao, 2003.
- Llámame libertad (Caminos de liberación interior),ed feadulta.com, Las Rozas (Madrid),2012.
- Saborear e saber (Caminhos de libertaçao interior), en portugués, ed Tenacitas, Coímbra (Portugal), 2018.

### Biografía e historia
- La buena noticia de Margarita, (Margarita María López de Maturana). Marsiega, Madrid, 1977.
- Un cristiano protesta, (Pedro Claver) Bibliograf, Barcelona, 1980; 2ª edición: Esclavo de esclavos, ed. Mensajero, Bailbao, 1997.
- De Madrid al cielo, (J.M Rubio) Sal Terrae, Madrid, Santander, 1985.
- Como lámpara encendida: José María Rubio (1864-1929), Belacqua, Barcelona, 2003; Paulinas, 2014.
- Arrupe, una explosión en la Iglesia, Temas de Hoy, Madrid, 1989 (10 ediciones). Reeditada con el título: Arrupe, testigo del siglo XX, profeta para el siglo XXI, Temas de Hoy, Madrid, 2007. Actualizada, con prólogo de Adolfo Nicolás, SJ, superior general de la Compañía de Jesús, ed. Mensajero, 2014.
- En italiano: Pedro Arrupe, un'esplosione nella Chiesa, ed. Ancora, Milano,1993.
- En portugués: Pedro Arrupe: testemunha do século XX, profeta para o seculo XXI, ed. Tenzitas y A.O, Coimbra-Braga, 2010.
- En inglés: Pedro Arrupe: Witnes of the Twntiwth Century, Profhet of the Twnty-first, ed. IJS Studies, Boston College, Boston, USA, 2020.
- Amén y Aleluya: Vida y mensaje de Pedro Arrupe. (Nueva biografía con su itinerario espiritual), ed. Mensajero, Bilbao, 2023.
- Yo te absuelvo, majestad (Confesores de reyes), Temas de Hoy, Madrid, 1991 (5 ediciones). Nueva presentación corregida y aumentada, 2004.
- Porque tuve hambre (Luz Casanova) Sal Terrae, Madrid, 1995.
- La santa de Galdós (Un personaje histórico de Fortunata y Jacinta), Trotta, Madrid, 2000, basado en el vida de Ernestina Manuel de Villena.
- Un hombre para los demás: Joaquín Ballester Lloret (Fundador de Fontilles), Sal Terrae, 2001; Belacqua, 2005.
- Hombre y Papa, (biografía de Juan Pablo II), Espasa Calpe, Madrid, 2005 (edición puesta al día con 665 págs)
- Díez-Alegría: Un jesuita sin papeles. La aventura de una conciencia (2ª ed.), Temas de Hoy, Madrid, 2005.
- Azul y rojo: José María de Llanos (Biografía del jesuita que militó en las dos Españas y eligió el suburbio), La Esfera de los Libros, 2013.
- San Francisco Javier y el mar: Perfil biográfico y poema dramático en un acto y cuatro cuadros, ed. Credo, Saarbrüken. Alemania, 2013.
- El alma secreta del mártir Óscar Romero, en Romero de Amárica con Jon Sobrino y James R. Brockman, ed. Mensajero, Bilbao, 2015.

### Novela
- Esto es mi cuerpo, (novela) PPC, Madrid, 1995. Con nuevo título: El teólogo prohibido" (ebook) Amazon.
- El caballero de las dos banderas: Ignacio de Loyola (novela histórica, 4.ª ed), ed. Martínez Roca, Barcelona, 2000; ed. Mensajero, Bilbao, 2013.
- El esclavo blanco, Pedro Claver.  (novela. histórica), ed. Martínez Roca, Barcelona, 2002; ed. Mensajero, Bilbao, 2017.
- Borja: Los enigmas del duque, (novela. histórica), Belacqua, Barcelona, 2003: Duque y jesuita: Francisco de Borja, Mensajero, Bilbao, 2014, 2019.3 ediciones). En portugués: Francisco de Borja. Os enigmas do Duque jesuita", Ed. A.O., Braga, 2008
- Las palabras calladas: Diario de María de Nazaret, Belacqua, Barcelona, 2004; Verticales de bolsillo, 2008; Paulinas, 2012. (10 ediciones). En portugués: As palavras caladas, Tenazitas, Coimbra, 2005.
- El aventurero de Dios: [Francisco Javier], (Novela histórica) La Esfera de los Libros, Madrid, 2006. (3.ª edición) y ed. de bolsillo. En portugués: Francisco Xavier, o aventureiro de Deus, Tenazitas, Coimbra, 2006. Nueva edición corregida y aumentada: Francisco de Javier: El aventurero de Dios, Mensajero, Bilbao, 2023.
- El retrato: Imago hominis, (novela histórica), La esfera de los libros, Madrid, 2007; El retrato secreto de Jesús de Nazaret, (novela histórica), reedición, Mensajero, Bilbao, 2018.
- El místico: Juan de la Cruz, (Novela histórica), La esfera de los libros, Madrid, 2009. La noche enamorada de san Juan de la Cruz, (Novela histórica), reedición. Mensajero, 2020.
- El último jesuita: La dramática persecución contra la Compañía de Jesús en tiempos de Carlos III, (novela histórica), La esfera de los libros, Madrid, 2011.
- Las palabras vivas: Confesiones de Juan, el discípulo predilecto, Paulinas, Madrid, 2011. En portugués: As palavras vivas, Tenazitas, Coimbra, 2013; ed. AO, Braga, 2021
- El resplandor de Damasco: Pablo de Tarso, el apóstol de las naciones (novela histórica), La Esfera de los libros, Madrid, 2015. Reedición actualizada: La nueva libertad: Pablo de Tarso, Mensajero, Bilbao, 2022.
- No sé cómo amarte: Cartas de María Magdalena a Jesús de Nazaret (Novela, 5 ediciones, una en bolsillo), Mensajero, Bilbao, 2016-2017. En portugués: Nao sei como amar-te, Tenazitas, Coimbra, 2017.
- El tercer rey: Cardenal Cisneros. Un genio político en la España de los Reyes Católicos (novela histórica), La Esfera de los Libros, Madrid, 2017.
- Deja que el mar te lleve. Una novela sobre la superación interior del dolor humano, Mensajero, Bilbao, 2019.
- Para alcanzar amor. Ignacio de Loyola y los primeros jesuitas (novela histórica), La Esfera de los Libros, Madrid, 2021.
- Las trincheras de Dios. El factor religioso en la guerra civil española (novela histórica), Mensajero, Bilbao, 2022.
- La pluma encarcelada. Fray Luis de León, un poeta ante la Inquisición (novela histórica), Mensajero, Bilbao, 2024.
- Mi madre, María. Una vida de María de Nazaret ilustrada para niños. Ilustraciones: Gema García Ingelmo, Paulinas, Madrid. 2025.

## Premios
Medallas del Círculo de Escritores Cinematográficos
| Año  | Categoría   | Título            | Resultado |
| ---- | ----------- | ----------------- | --------- |
| 1968 | Mejor libro | Lecciones de cine | Ganador   |

Drago de Oro del Ateneo de Cádiz
| Año  | Categoría    | Resultado |
| ---- | ------------ | --------- |
| 2013 | Drago de Oro | Ganador   |